# Ehrenfried Rudolph
Ehrenfried Rudolph (nascido em 14 de agosto de 1935) é um ex-ciclista alemão, que foi ativo entre 1957 e 1973. Especialista em provas de pista, ele foi campeão mundial na perseguição por equipes em 1962.